# Marão
Marão – góra na Półwyspie Iberyjskim w północnej Portugalii, najwyższy szczyt masywu Serra do Marão. Wznosi się na wysokość 1415 m n.p.m.